# ブロンド・ヴィナス
『ブロンド・ヴィナス』（英語: Blonde Venus）は、1932年（昭和7年）に製作・公開されたアメリカ映画である。
前作『上海特急』に引き続きジョセフ・フォン・スタンバーグが監督を担当し、マレーネ・ディートリヒが主演した。映画デビュー間もないケーリー・グラントが、ディートリヒの相手役の1人を務めている。

## キャスト
- ヘレン：マレーネ・ディートリヒ
- エドワード・ファラデー（ヘレンの夫となる）：ハーバート・マーシャル
- ニック・タウンゼンド：ケーリー・グラント
- ジョニー（ヘレンとエドワードの息子）：ディッキー・ムーア

## スタッフ
- 監督・製作・原案：ジョセフ・フォン・スタンバーグ
- 脚本：ジュールス・ファースマン、S・K・ローレン
- 撮影：バート・グレノン
- 音楽：W・フランク・ハーリング、ジョン・レイポルド、ポール・マーカート、オスカー・ポトカー（クレジットなし）
- 美術：ウィアード・イーネン（クレジットなし）
- 衣裳：トラヴィス・バントン